# 1885
Évszázadok: 18. század – 19. század – 20. század
Évtizedek: 1830-as évek – 1840-es évek – 1850-es évek – 1860-as évek – 1870-es évek – 1880-as évek – 1890-es évek – 1900-as évek – 1910-es évek – 1920-as évek – 1930-as évek
Évek: 1880 – 1881 – 1882 – 1883 –  1884 – 1885 – 1886 – 1887 – 1888 – 1889 – 1890

## Események

### Határozott dátumú események

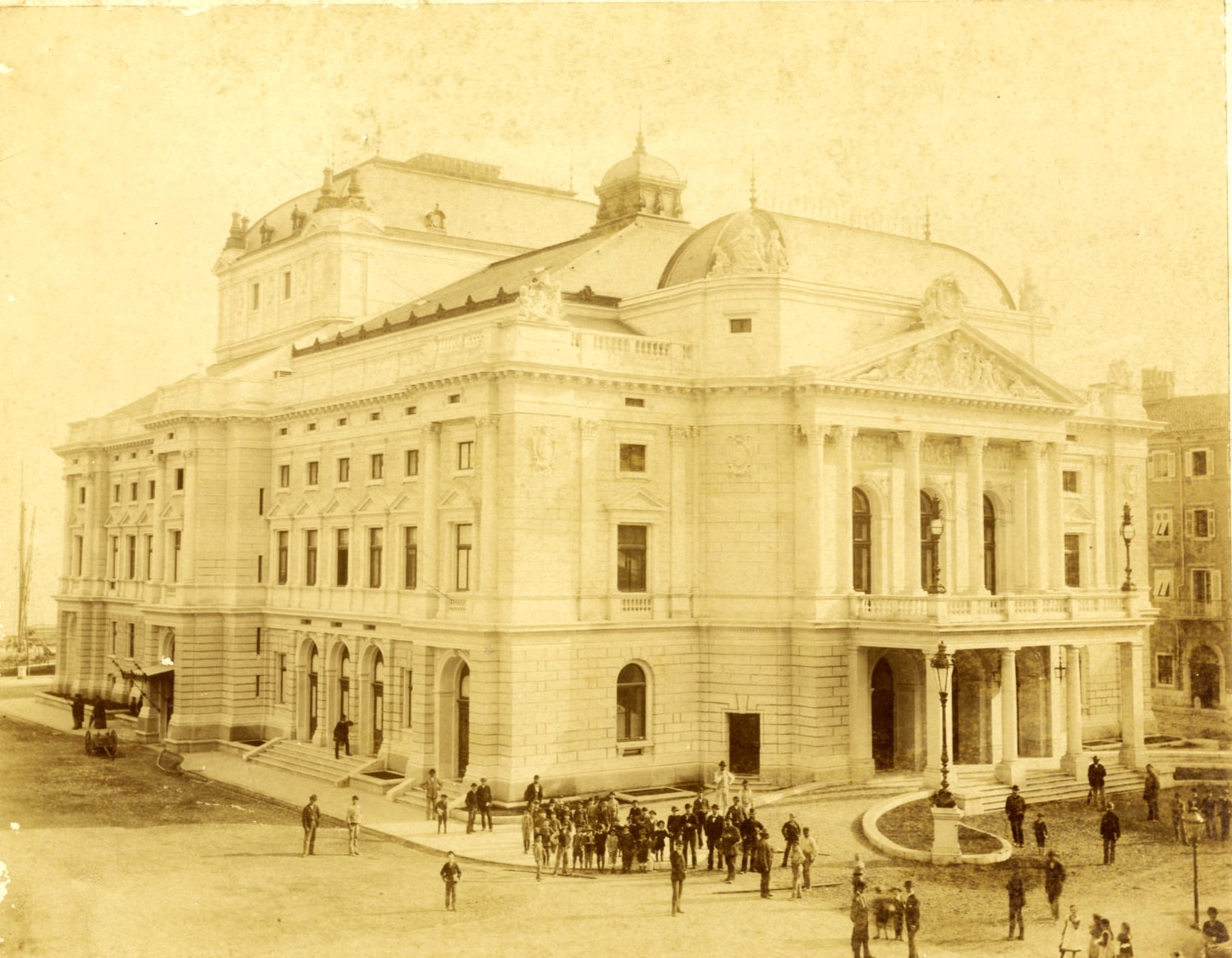
Fiumei Városi Színház

- február 5. – Hivatalosan is megalakul a Kongói Szabadállam, II. Lipót belga király személyes gyarmata.
- február 26. – 
  - Berlinben lezárul a tizennégy ország részvételével megtartott Kongó-konferencia.[1]
  - A Porosz Királyság kormánya elrendeli a porosz állampolgársággal nem rendelkező lengyelek (mintegy harmincötezer fő, köztük kilencezer zsidó) kitoloncolását.[2]
- június 14. – Az országgyűlés elfogadja a vízjogról szóló 1885. évi XXIII. törvénycikket, amely korszakos jelentőségű volt a magyarországi vízi munkák fejlesztése és az egységes vízjogi rendszer kialakítása tekintetében.[3]
- szeptember 21. – I. Sándor bolgár fejedelem bevonul Plovdivba, Kelet-Rumélia Bulgáriához csatlakozik.[4]
- október 3. – Fiumében az Aida előadásával megnyitják a Városi Színházat.[5]
- november 13. – Szerbia hadat üzen Bulgáriának, mert Kelet-Rumélia annektálását a berlini kongresszus határozatai megsértésének tekinti; a háborút még ebben a hónapban elveszíti.[6]
- november 25. – Mária Krisztina királyné uralkodik Spanyolországban régensként, míg fia, Alfonz el nem éri a nagykorúságot. (A kormányzástól 1902-ben vonul vissza.)[7][8]
- december 22. – Szerbia és Bulgária előzetes békét köt.[6]

### Határozatlan dátumú események
- az év folyamán –
  - A portugálok ténylegesen elfoglalják Angola területét.[9]
  - A helyi erőkkel és a kínai hadsereggel vívott kemény harcok után a délkelet-ázsiai Annam és Tonkin is a francia gyarmatbirodalom részévé válik.[10]

## Az év témái

### 1885 a gazdaságban
- december 1. – Először hoznak forgalomba Dr Pepper üdítőitalt az Amerikai Egyesült Államokban.

### 1885 az irodalomban
- A művészetek története a legrégibb időktől napjainkig címen megjelenik az első magyar nyelvű egyetemes művészettörténeti összefoglalás Pasteiner Gyula (1846–1924) művészettörténész tollából.

### 1885 a sportban
- április 11. - A Luton Town FC megalapítása.
- június 16. - Az UTE megalapítása.

### 1885 a tudományban
- Gottlieb Wilhelm Daimler és Wilhelm Maybach megépíti az első benzinomotors motorkerékpárt.[11]

### 1885 a vasúti közlekedésben
- január 8. – Megnyitják a Szabadka–Baja-vasútvonalat.
- február 27. – Bulgáriában az új vasúttörvény az államhoz rendeli az új vasutak építését.[12]
- május 17. – Felavatják a Pusztatenyő és Kunszentmárton közötti vasutat.
- június 14. –  Átadják a forgalomnak a Neretva völgyi keskeny nyomtávú vasút Mostar és Metković közötti szakaszát.[12]
- október 4. – Megnyílik a Barcs–Pakrác vasútvonal.
- október 5. – Átadják a Mezőtúr–Túrkeve-vasútvonalat.

## 1885 a zenében
- Meiningenben bemutatják Johannes Brahms 4. szimfóniáját a szerző vezényletével.[13]

## Születések
- január 3. – Lesznai Anna író, grafikus, iparművész († 1966)
- január 8. – Kóczán Mór olimpiai bronzérmes gerelyhajító, református lelkész († 1972)
- január 14. – Czermann Antal magyar publicista, politikus, miniszteri tanácsos, országgyűlési képviselő († 1971)
- január 15. – Horváth Géza magyar katonatiszt, országgyűlési képviselő († 1963)
- január 17. – Nikolaus von Falkenhorst német tábornok, a Weserübung hadművelet kidolgozója († 1968)
- január 21. – Umberto Nobile olasz tábornok, sarkkutató, a léghajózás egyik úttörője († 1978)
- január 27. – Jerome David Kern amerikai zeneszerző († 1945)
- január 31. – Kántor Mihály tanító, néprajzi gyűjtő († 1968)
- február 8. – Buza László nemzetközi jogász, egyetemi tanár († 1969)
- február 9. – Alban Berg ausztriai születésű zeneszerző († 1935)
- február 24. – Chester Nimitz amerikai admirális († 1966)
- március 1. – Pethő Sándor publicista, történész, a Magyar Nemzet főszerkesztője (1938–1940) († 1940)
- március 2. – Bencze György magyar iparos, gazdálkodó, magyar országgyűlési és kárpátaljai tartománygyűlési képviselő († 1946)
- március 4. – Salamon Béla magyar színész, komikus, kabaréigazgató († 1965)
- március 8. – Cselényi Pál magyar hitelintézeti igazgató, jogi doktor, kormányfőtanácsos, országgyűlési képviselő († ?)
- március 13. – Mező Ferenc magyar sporttörténész, tanár, olimpiai bajnok († 1961)
- március 29. – Kosztolányi Dezső író, költő, műfordító, újságíró († 1936)
- április 12. – Hermann Hoth német tábornok († 1971)
- április 13. – Lukács György filozófus, esztéta, egyetemi tanár († 1971)
- április 16. – Weiner Leó zeneszerző († 1960)
- április 18. – Müller Antal magyar szabó, szakiparos, országgyűlési képviselő († 1951)
- április 19. – Gózon Gyula színművész († 1972)
- április 27. – Schandl József mezőgazdász, állatorvos, egyetemi tanár, MTA-tag († 1973)
- április 29. – Frank Jack Fletcher amerikai admirális († 1973)
- május 11. – Rajnai Gábor színművész, érdemes művész († 1961)
- május 19. – Basch Andor magyar festőművész († 1944)
- május 26. – Zimmer Ferenc magyar újságíró, szerkesztő († 1961)
- május 31. – Simon Jolán színésznő, előadóművésznő († 1938)
- június 25. – Zöllner István lakatossegéd, birkózó († 1909)
- június 30. – Hápka Péter ügyvéd, kárpátaljai autonómiapárti magyar politikus, magyarországi országgyűlési képviselő († 1961)
- július 8. – Ernst Bloch német filozófus († 1977)
- július 20. – Nizalowski Czeslaw Wladimir, a magyar aviatika úttörője († 1949)
- július 24. – Antalffy-Zsiross Dezső orgonaművész, zeneszerző, karmester († 1945)
- július 29. – Gergelyffy András magyar jogász, főszolgabíró, országgyűlési képviselő († ?)
- július 31. – George Webster brit úszó, olimpikon († 1941)
- augusztus 1. – Hevesy György magyar vegyész, aki kifejlesztett egy radióaktivítás-jelző módszert, amellyel kémiai folyamatokat lehet tanulmányozni, például állatok metabolizmusát († 1966)
- augusztus 20. – Gelei József magyar zoológus, az MTA tagja († 1952)
- szeptember 20. – Enrico Mizzi máltai nacionalista politikus, miniszterelnök († 1950)
- szeptember 22. – Benedek Marcell író és műfordító († 1969)
- szeptember 29. – Ecsedi István magyar etnográfus, múzeumigazgató († 1935)
- október 4. – Gaál Sándor magyar fizikus († 1972)
- október 7. – Niels Bohr Nobel-díjas dán fizikus († 1962)
- október 11. – François Mauriac Irodalmi Nobel-díjas francia író († 1970)
- október 29. – Tihanyi Lajos magyar festőművész († 1938)
- november 1.
  - Haraszti Emil magyar zenetörténész, a Nemzeti Zenede igazgatója († 1958)
  - Csicsery-Rónay István magyar katonatiszt, vezérkari ezredes, országgyűlési képviselő († 1978)
- november 5. – Gellért Lajos magyar színész, író, érdemes művész († 1963)
- november 9.
  - Aureliano Pertile olasz operaénekes, tenor († 1952)
  - Velemir Hlebnyikov orosz író, költő († 1922)
- november 11. – George Patton amerikai tábornok, II. világháborús parancsnok († 1945)
- november 22. – Ferenczy Valér festő, grafikus († 1954)
- november 30. – Maticska Jenő festőművész († 1906)
- december 8. – Szélyes Lajos magyar állatorvos, egyetemi tanár († 1963)
- december 9. – Uzonyi György magyar ügyvéd, országgyűlési képviselő († 1967)
- december 11. – Pattantyús-Ábrahám Géza magyar gépészmérnök, egyetemi tanár, Kossuth-díjas, az MTA tagja († 1956)
- december 16. – Vlagyimir Jevgrafovics Tatlin orosz festő és építész († 1953)
- december 27. – Klein Antal magyarországi német földbirtokos, főispán, országgyűlési képviselő († 1979)

## Halálozások
- január 11. – Kruesz Krizosztom bencés pap, 1865–1885 között pannonhalmi főapát, pedagógus, az MTA tagja (* 1819)
- január 26. – Charles George Gordon brit katonatiszt (* 1833)
- február 8. – Nyikolaj Alekszejevics Szevercov orosz kutató és természettudós (* 1827)
- február 27. – Éber Nándor országgyűlési képviselő, hírlapíró (* 1825)
- március 8. – Bátori-Schulcz Bódog honvéd ezredes (* 1804)
- május 22. – Victor Hugo, francia író (* 1802)
- június 22. – Muhammad Ahmad al-Mahdi, szudáni vallási és politikai vezető (* 1844)
- szeptember 30. – Csengery Imre magyar királyi honvédelmi miniszteri tanácsos, költő (* 1819)
- október 8. – Hornyik János levéltáros, történész (* 1812)
- október 30. – Gustav Adolf Merkel német zeneszerző, orgonaművész (* 1827)
- október 31. – Apor Károly császári és királyi kamarás (* 1815)
- november 25. – XII. Alfonz spanyol király (* 1857)